# Більшість (хокей із шайбою)
Бі́льшість (гра в більшості) — ситуація в хокейному матчі, коли одна з команд має більшу кількість гравців на льодовому майданчику внаслідок одного чи кількох вилучень у команди-суперника. Більшість має велике значення у грі, адже нерівність складів команд, що грають, корінним чином змінює малюнок гри. 
На лаві для оштрафованих може перебувати необмежена кількість гравців однієї команди, але при цьому максимальною більшістю може бути гра «5-на-3». У випадку, коли одна з команд має понад два вилучених гравці, штрафний час третього (та кожного наступного) гравця починає рахуватися з моменту закінчення штрафу першого. При цьому перший гравець не виходить на лід до зупинки гри.
У випадку порушення правил голкіпером, на лаву для оштрафованих сідає хтось із польових гравців, присутніх на льоду в момент порушення правил (Правило 511 IIHF Rule Book) .
Більшість завершується, коли спливає штрафний час гравця команди-суперника, або коли команда, що має чисельну перевагу, закидає шайбу (реалізує більшість). Якщо команда, яка грає в більшості, відзначається під час гри «5-на-3», то на лід виходить гравець команди-суперника, який мав вийти на лід першим.
У випадку, якщо гравець команди-суперника покараний подвійним малим штрафом (2+2), то гол команди протягом перших двох хвилин скасовує лише першу частину штрафу і наступні дві хвилини команди також гратимуть у нерівних складах.
У випадку, якщо гравець команди-суперника покараний великим штрафом (5 хвилин) або відбуває 5 хвилин матч-штрафу, то гол команди не скасовує покарання і гра в нерівних складах продовжується.
Дисциплінарний та дисциплінарний до кінця гри штрафи (10 та 20 хвилин відповідно) не призводять до гри у нерівних складах (вилучений гравець замінюється на льоду іншим).

## Штраф
| Штраф                       | Розмір штрафу | Гра в нерівних складах | Закінчення штрафу                   |
| --------------------------- | ------------- | ---------------------- | ----------------------------------- |
| Малий                       | 2 хв          | +                      | Може завершитись після взяття воріт |
| Малий командний             | 2 хв          | +                      | Може завершитись після взяття воріт |
| Великий                     | 5 хв          | +                      | -                                   |
| Дисциплінарний              | 10 хв         | -                      | -                                   |
| Дисциплінарний до кінця гри | 20 хв         | -                      | -                                   |
| Матч штраф                  | 25 хв         | +                      | -                                   |
| Штрафний кидок              | -             | -                      | -                                   |